# Liste von Kunstwerken im öffentlichen Raum in Bönen
Die Liste von Kunstwerken im öffentlichen Raum in Bönen gibt einen Überblick über Kunst im öffentlichen Raum, unter anderem Skulpturen, Plastiken, Landmarken und andere Kunstwerke in Bönen, Kreis Unna. Es besteht kein Anspruch auf Vollständigkeit.

## Kunstwerke in Bönen
| Bezeichnung                  | Standort                        | Koordinate                      | errichtet | Künstler      | Anmerkungen                                                                                           | Bild           |
| ---------------------------- | ------------------------------- | ------------------------------- | --------- | ------------- | --- | -------------- |
| Yellow marker                | Alfred-Fischer-Platz 1          | 51° 35′ 28,7″ N, 7° 45′ 1,1″ O  |           | Mischa Kuball | Förderturm Königsborn III/IV umgestaltet als Lichtkunstzeichen des Projekts: „Hellweg – Ein Lichtweg“ |                |
| Abnehmende Aussicht          | Ufer der Seseke / Schwarzer Weg | 51° 35′ 15,5″ N, 7° 44′ 21,6″ O |           | Bogomir Ecker | 5 Straßenlaternen mit roter Überwachungskamera (Attrappe), Projekt: „Über Wasser gehen“               | weitere Bilder |
| Der blaue Stuhl              | Bönen Flierich, Kamener Str. 28 | 51° 35′ 13,9″ N, 7° 48′ 5,9″ O  |           | Jürgen Wiegen | Höhe: 12 m                                                                                            |                |
| Gefallenendenkmal Altenbögge |                                 |                                 |           |               | |                |